# Alex Gfeller
Alex Gfeller (* 11. Juni 1947 in Bern) ist ein Schweizer Schriftsteller.

## Leben
Alex Gfeller, aufgewachsen in Bern-Bümpliz. Seit 1978 sind zahlreiche Romane, Hörspiele, Theaterstücke und Filmdrehbücher erschienen. Seine überarbeiteten Texte hat er in bisher 20 Bänden bei Books on Demand neu herausgegeben.
Gfeller war Mitglied der Gruppe Olten. Sein Archiv befindet sich seit 2012 im Schweizerischen Literaturarchiv in Bern.

## Werke

### Prosa
- Marthe Lochers Erzählungen. Roman. Lenos, Basel 1978, ISBN 3-85787-051-6
- Land & Leute. Zwei Erzählungen. Lenos, Basel 1980, ISBN 3-85787-073-7
- Harald Buser oder Die Krankheit der Männer. Roman. Lenos, Basel 1981, ISBN 3-85787-093-1
- Das Komitee. Swissfiction. Zytglogge, Gümligen 1983, ISBN 3-7296-0181-4; dtv, München 1987, ISBN 3-423-10780-4
- Der große Kurt. Roman. Zytglogge, Gümligen 1986, ISBN 3-7296-0227-6
- Doppelgänger & Swingbruder. Zwei Geschichten. Zytglogge, Gümligen 1989, ISBN 3-7296-0309-4
- Der Filz. Roman. Zytglogge, Gümligen 1992, ISBN 3-7296-0421-X
- Der Florettfechter. Spielberg, Regensburg 2007, ISBN 3-9810777-8-4
- Im Scheinland. Edition Nove, Neckenmarkt 2008, ISBN 978-3-85251-463-5
- Am Po. Novum Eco, Neckenmarkt 2009, ISBN 978-3-85251-761-2
- Die letzte Meise. Novum Eco, Neckenmarkt 2010, ISBN 978-3-85251-967-8
- Lesebuch. Books on Demand, Norderstedt 2011, ISBN 978-3-8423-6842-2
- Meine Bilder. Books on Demand, Norderstedt 2013, ISBN 978-3-8482-5775-1

### Theaterstücke
- Ach und Krach (Dialekt), UA Bern 1983
- Grusinien (Dialekt), UA Zähringer Theater Bern 1985

### Spielfilme
- E Nacht lang Füürland, 1982 (Dialekt) (mit Max Rüdlinger)
- Kaiser und eine Nacht, 1985 (Hochdeutsch) (mit Emil Steinberger)
- Der Nachbar, 1986 (Hochdeutsch)

### Dialekthörspiele
- Land Art, 1974
- Leo Lyr, 25 Kurz-Hörspiele 1979/80
- Swingbruder, Hörspiel in 2 Teilen, 1983
- Hang und Riss, 1985
- Nudeln, 1988
- Hang und Riss, 1991 Hörspielpreis der Stiftung Radio Basel
- Staatsbesuch, 1994
- Melanie Messerli. Kriminalhörspielserie 1994–96 (6 Hörspiele, Dialekt)
- Endlich Aktion, 1997 (Dialekt)